# Susana Abaitua
Susana Abaitua, pseudonimo di Susana Gómez Abaitua (Vitoria-Gasteiz, 5 ottobre 1990), è un'attrice spagnola di origini francesi e basche.

## Biografia
Di origini franco-basche e figlia di un insegnante di danza, Susana Abaitua si è formata come ballerina classica e in seguito ha deciso di intraprendere la carriera di recitazione. All'età di diciotto anni ha fatto il suo debutto al cinema nel film La buena nueva diretto da Helena Taberna. In seguito ha fatto il suo debutto in televisione, dove ha interpretato piccoli ruoli come nel 2009 nella serie Pelotas, nel 2010 nella serie La pecera de Eva, nel 2011 nella soap opera Il segreto (El secreto de Puente Viejo), nel 2014 nelle serie Aída e Isabel e nel 2015 nella serie Cuéntame cómo pasó.
Tra i progetti teatrali in cui ha recitato vi sono Yo si me entero e Naturaleza muerta en una cuneta (2012), La luna no puede estar equivocada (2013), Mujeres: el reencuentro e Ejecución hipotecaria (2013-2014), El mágico prodigioso (2014), El primer secreto de Francisca y Raimundo (2014-2015), quest'ultimo adattamento della soap opera Il segreto (El secreto de Puente Viejo), Club Windermere (2015), La flaqueza del bolchevique (2015-2016) e La llamada (2015-2018).
Nel 2017 ha ottenuto successo per il ruolo di Ana Saura nella serie in onda su Telecinco e creata da Pau Freixas Io so chi sei (Sé quien eres). Nel 2020 ha ricoperto il ruolo di Nerea Lertxundi nella serie in onda su HBO España Patria, adattamento televisivo dell'omonimo romanzo di Fernando Aramburu. Nel 2021 è stata ha interpretato il ruolo della protagonista Carla Colomer Montorio nel film originale di Netflix Pazzo per lei (Loco por ella) diretto da Dani de la Orden. Nello stesso anno ha ricoperto il ruolo di Adriana nel film Eravamo canzoni (Fuimos canciones) diretto da Juana Macías. Nel medesimo anno ha interpretato il ruolo della protagonista Arantxa Oyamburu nella prima serie spagnola originale di Star+, intitolata Il grido delle farfalle (El grito de las mariposas).
Nel 2023 è stata scelta per interpretare il ruolo principale di Sara Farad nella serie di Prime Video I Farad (Los Farad), insieme agli attori Miguel Herrán, Amparo Piñero, Pedro Casablanc, Nora Navas e Fernando Tejero.

## Filmografia

### Cinema
- La buena nueva, regia di Helena Taberna (2008)
- 700 ¿Quién es tu héroe?, regia di Ander Pardo (2009)
- Il gusto dell'amore (Bon appétit), regia di David Pinillos (2010)
- Stockholm, regia di Borja Soler e Rodrigo Sorogoyen (2010)
- Faraday, regia di Norberto Ramos del Val (2013)
- La llamada, regia di Javier Calvo e Javier Ambrossi (2017)
- Compulsión, regia di Ángel González (2017)
- Viaje al cuarto de una madre, regia di Celia Rico Clavellino (2018)
- 70 Binladens - Le iene di Bilbao (70 Binladens), regia di Koldo Serra (2018)
- 4 latas, regia di Gerardo Olivares (2019)
- Estándar, regia di Fernando González Gómez (2020)
- Los inocentes, regia di Guillermo Benet (2020)
- Pazzo per lei (Loco por ella), regia di Dani de la Orden (2021)
- Eravamo canzoni (Fuimos canciones), regia di Juana Macías (2021)
- El comensal, regia di Ángeles González-Sinde (2022)
- No mires a los ojos, regia di Félix Viscarret (2022)
- Il futuro in un bacio (Eres tú), regia di Alauda Ruiz de Azúa (2023)
- Valle de sombras, regia di Salvador Calvo (2024)
- El bus de la vida, regia di Ibon Cormenzana (2024)
- Desmontando a Lucía, regia di Alberto Utrera (2024)

### Televisione
- Una bala para el rey – miniserie TV, 2 episodi (Antena 3, 2009)
- Pelotas – serie TV, 5 episodi (La 1, 2009)
- La pecera de Eva – serie TV, 130 episodi (Telecinco, 2010-2011)
- Vida loca – serie TV, 20 episodi (Telecinco, 2011)
- Homicidios – serie TV, 1 episodio (Telecinco, 2011)
- Il segreto (El secreto de Puente Viejo) – serie TV, 1 episodio (Antena 3, 2011)
- Isabel – serie TV, 2 episodi (La 1, 2014)
- Aída – serie TV, 1 episodio (Telecinco, 2014)
- Cuéntame un cuento – serie TV, episodio Caperucita Roja (Antena 3, 2014)
- Cuéntame cómo pasó – serie TV, 4 episodi (La 1, 2015)
- Io so chi sei (Sé quién eres) – serie TV, 15 episodi (Telecinco, 2017)
- Patria – serie TV, 8 episodi (HBO España, 2020)
- H24, 24 h de la vie d'une femme – serie TV, 1 episodio (arte, 2021)
- Il grido delle farfalle (El grito de las mariposas) – serie TV, 13 episodi (Star+, 2023)
- I Farad (Los Farad) – serie TV, 8 episodi (Prime Video, 2023)
- Vestidas de azul – serie TV, 5 episodi (Atresplayer Premium, 2023-2024)

### Cortometraggi
- Spot Manta Deia, regia di Javier Arriaga (2007)
- Ellayo, regia di Daniel Gil Suarez (2013)
- Tight, regia di Coté Soler (2013)
- Corazón, regia di Sergio Martínez Alberto (2016)
- Vacío, regia di Sergio Martínez Alberto (2017)
- Los inocentes, regia di Guillermo Benet (2018)
- Ferrotipos, regia di Nüll García (2020)
- La colcha y la madre, regia di David Pérez Sañudo (2021)

## Teatro
- Yo sí me entero (2012)
- Naturaleza muerta en una cuneta (2012)
- La luna no puede estar equivocada (2013)
- Mujeres: el reencuentro (2013-2014)
- Ejecución hipotecaria (2013-2014)
- El mágico prodigioso (2014)
- El primer secreto de Francisca y Raimundo (2014-2015)
- Club Windermere (2015)
- La flaqueza del bolchevique (2015-2016)
- La llamada (2015-2018)

## Doppiatrici italiane
Nelle versioni in italiano dei suoi film e delle sue serie TV, Susana Abaitua è stata doppiata da:
- Veronica Puccio[22] in Eravamo canzoni,[23] in Io so chi sei,[24] ne I Farad[25]
- Letizia Scifoni[26] in Pazzo per lei
- Perla Liberatori[27] ne Il futuro in un bacio[28]

## Riconoscimenti
- Festival cinematografico di Medina del Campo
  - 2013: Vincitrice come Miglior attrice per il cortometraggo Tight
- Festival del cinema di Malaga
  - 2018: Vincitrice del Biznaga d'argento come Miglior attrice in un cortometraggio per Vacío
- Festival del cinema di Medina
  - 2013: Vincitrice come Miglior attrice per il cortometraggio Tight
  - 2020: Vincitrice come Miglior attrice per il cortometraggio Ferrotipos
  - 2021: Vincitrice come Attrice del XXI secolo
- Festival Internazionale del cinema di Almeria
  - 2020: Vincitrice come Miglior attrice per il cortometraggio Ferrotipos
- Festival Internazionale di cortometraggi (FIBABC)
  - 2013: Vincitrice come Miglior attrice per il cortometraggio Tight
- Ibicine
  - 2022: Candidata come Miglior attrice per il cortometraggio La colcha y la madre
- Premio Feroz
  - 2017: Candidata come Miglior attrice non protagonista in una serie per Io so chi sei (Sé quien eres)
  - 2020: Candidata come Miglior attrice non protagonista in una serie per Patria
- Premio Fugaz
  - 2021: Candidata come Miglior attrice per il cortometraggio La colcha y la madre
- Premio di Platino
  - 2021: Candidata come Miglior attrice non protagonista in una serie televisiva per Patria
- Tabloid Witch Awards
  - 2018: Vincitrice come Miglior attrice non protagonista per il film Compulsión
- Toulouse Cinespaña
  - 2009: Vincitrice come Miglior nuova interprete per il film La buena nueva
  - 2021: Vincitrice come Miglior attrice con Pilar Bergés e Olivia Delcán per il cortometraggio Los inocentes